# Indice di Rae-Taylor
L'indice di frazionalizzazione di Rae-Taylor (proposto dai politologi Douglas W. Rae e Michael Taylor) viene usato dai politologi per quantificare il grado di frazionalizzazione del panorama partitico e corrisponde dal punto di vista matematico all'indice di eterogeneità di Gini.
Definito come
{\displaystyle F=1-\sum _{i}p_{i}^{2}}
dove {\displaystyle p_{i}} indica la frazioni di seggi o di voti di ogni singolo partito.
È strettamente legato all'indice di Laakso-Taagepera N ( F=(N-1)/N ) ma viene preferito quest'ultimo in quanto F ritenuto troppo astratto.
Per la statistica si tratta di un indice di dispersione, e come l'indice di Laakso-Taagepera è derivabile direttamente dall'indice di Simpson.
Assume valore zero in presenza di un unico partito, mentre nel caso di n partiti con la stessa percentuale di voto assume il valore (1-1/n).

Rae vede il sistema partitico come competizione tra i partiti. Le variabili per descrivere il sistema a livello elettorale sono: 
- il numero di partito;
- quota dei voti del partito più forte;
- quota dei voti sommati dei due partiti più forti (indica quanto un sistema si avvicina alla competizione partitica);
- frazionalizzazione (indica quanto i voti siano dispersi tra i vari partiti; in sua assenza si ha un partito unico).

I problemi sono essenzialmente due:
1. sembra che il partito unico non sia un sistema partitico;
2. esistono varie forme di monopartitismo non ancora affrontate.